# Saint-Victor-de-Morestel
Saint-Victor-de-Morestel és un municipi francès situat al departament de la Isèra i a la regió d'Alvèrnia-Roine-Alps. L'any 2007 tenia 1.098 habitants.

## Demografia

### Població
El 2007 la població de fet de Saint-Victor-de-Morestel era de 1.098 persones. Hi havia 396 famílies de les quals 72 eren unipersonals (36 homes vivint sols i 36 dones vivint soles), 148 parelles sense fills, 152 parelles amb fills i 24 famílies monoparentals amb fills.
La població ha evolucionat segons el següent gràfic:
Habitants censats

### Habitatges
El 2007 hi havia 474 habitatges, 400 eren l'habitatge principal de la família, 47 eren segones residències i 27 estaven desocupats. 447 eren cases i 26 eren apartaments. Dels 400 habitatges principals, 347 estaven ocupats pels seus propietaris, 47 estaven llogats i ocupats pels llogaters i 6 estaven cedits a títol gratuït; 11 tenien dues cambres, 37 en tenien tres, 96 en tenien quatre i 256 en tenien cinc o més. 335 habitatges disposaven pel capbaix d'una plaça de pàrquing. A 140 habitatges hi havia un automòbil i a 231 n'hi havia dos o més.

### Piràmide de població
La piràmide de població per edats i sexe el 2009 era:
| Homes | Edats   | Dones |
| ----- | ------- | ----- |
| 4     | 95 o +  | 0     |
| 8     | 90 a 94 | 0     |
| 8     | 85 a 89 | 8     |
| 4     | 80 a 84 | 0     |
| 12    | 75 a 79 | 32    |
| 4     | 70 a 74 | 0     |
| 28    | 65 a 69 | 16    |
| 12    | 60 a 64 | 20    |
| 8     | 55 a 59 | 24    |
| 36    | 50 a 54 | 36    |
| 20    | 45 a 49 | 24    |
| 44    | 40 a 44 | 20    |
| 52    | 35 a 39 | 40    |
| 32    | 30 a 34 | 28    |
| 24    | 25 a 29 | 24    |
| 12    | 20 a 24 | 16    |
| 32    | 15 a 19 | 20    |
| 28    | 10 a 14 | 32    |
| 36    | 5 a 9   | 32    |
| 24    | 0 a 4   | 24    |

## Economia
El 2007 la població en edat de treballar era de 701 persones, 516 eren actives i 185 eren inactives. De les 516 persones actives 469 estaven ocupades (262 homes i 207 dones) i 47 estaven aturades (15 homes i 32 dones). De les 185 persones inactives 70 estaven jubilades, 54 estaven estudiant i 61 estaven classificades com a «altres inactius».

### Ingressos
El 2009 a Saint-Victor-de-Morestel hi havia 410 unitats fiscals que integraven 1.122 persones, la mediana anual d'ingressos fiscals per persona era de 17.960 €.

### Activitats econòmiques
Dels 34 establiments que hi havia el 2007, 2 eren d'empreses extractives, 4 d'empreses de fabricació d'altres productes industrials, 7 d'empreses de construcció, 7 d'empreses de comerç i reparació d'automòbils, 1 d'una empresa de transport, 4 d'empreses d'hostatgeria i restauració, 3 d'empreses d'informació i comunicació, 1 d'una empresa financera, 2 d'empreses immobiliàries, 2 d'empreses de serveis i 1 d'una empresa classificada com a «altres activitats de serveis».
Dels 12 establiments de servei als particulars que hi havia el 2009, 2 eren tallers de reparació d'automòbils i de material agrícola, 2 paletes, 1 guixaire pintor, 1 fusteria, 1 lampisteria, 2 electricistes, 2 restaurants i 1 agència immobiliària.
Dels 2 establiments comercials que hi havia el 2009, 1 era una carnisseria i 1 un drogueria.
L'any 2000 a Saint-Victor-de-Morestel hi havia 23 explotacions agrícoles que ocupaven un total de 525 hectàrees.

## Equipaments sanitaris i escolars
El 2009 hi havia una escola elemental.

## Poblacions més properes
El següent diagrama mostra les poblacions més properes.